# Monte Renoso
De Monte Renoso is met 2352 meter het derde hoogste bergmassief van het Franse eiland Corsica, na dat van de Monte Cinto (2706 m) en Monte Rotondo (2622 m). De top van de Monte Renoso ligt op de grens tussen de departement Haute-Corse en Corse-du-Sud en is de hoogste bergtop van het departement Corse-du-Sud.
De berg vormt het hoogste punt van het Renoso-massief, dat zich uitstrekt tussen de Col de Vizzavona en Col de Verde. Ten zuidwesten van de Monte Renoso liggen de Punta Alla Vetta (2255 m) en de Punta Capannella (2250 m). Naar het noorden en noordoosten toe daalt de hoogte van het massief over de Bocca Palmente (1642 m) en Bocca di Sorba (1311 m). Deze laatste vormt de enige verharde weg die over het Monte Renoso-massief gaat.
Op de zuidelijke helling van de berg, ten zuiden van de Punta Orlandino, ligt een kleine vallei op ongeveer 1800 meter hoogte die bekend staat voor zijn pozzines. Op de top van de Monte Renoso staat een kruis.
De Monte Renoso ligt op de waterscheiding en hoofdkam van het eiland. Hij vormt het vierde hoogste punt van deze hoofdkam, na de Punta Minuta (2556 m), Paglia Orba (2525 m) en Maniccia (2496 m). De Monte Cinto en Monte Rotondo liggen niet op de hoofdkam van het eiland.